# Antheraeopsis assamensis
Antheraeopsis assamensis is een vlinder uit de familie nachtpauwogen (Saturniidae), onderfamilie Saturniinae.
De wetenschappelijke naam van de soort is voor het eerst geldig gepubliceerd door Helfer in 1837.